# Þorgeir Þorkelsson
Þorgeir Þorkelsson Ljósvetningagoði, en islandais moderne Thorgeir Ljosvetningagodi Thorkelsson, né en 940, est un lögsögumad islandais, membre de l'Althing. Il est à l'origine de la christianisation de l'Islande en l'an 1000.